# Дикань Василь Павлович
Василь Павлович Дикань (нар. 1905, місто Харків, тепер Харківської області — ?) — український радянський діяч, новатор виробництва, токар Харківського тракторного заводу імені Орджонікідзе. Депутат Верховної Ради СРСР 3—5-го скликань.

## Біографія
Народився в родині робітника-столяра. У 1920 році закінчив двокласну школу в Харкові і розпочав свою трудову діяльність робітником на залізничній станції Нова Баварія (біля Харкова).
З 1922 по 1926 рік — учень школи фабрично-заводського навчання при паровозному депо станції Основа, здобув спеціальність токаря.
У 1926–1930 роках — токар електромеханічного заводу міста Харкова. У 1930–1941 роках — токар Харківського тракторного заводу імені Серго Орджонікідзе.
Під час німецько-радянської війни перебував у евакуації. З 1941 по 1942 рік працював у місті Сталінграді, з 1942 по 1947 рік був токарем на військовому заводі в місті Барнаулі Алтайського краю РРФСР.
З 1947 року — токар цеху пристосувань Харківського тракторного заводу імені Серго Орджонікідзе.
Член ВКП(б) з 1951 року.
Потім — на пенсії в місті Харкові.

## Нагороди
- орден Леніна (6.12.1957)
- орден Трудового Червоного Прапора
- медаль «За доблесну працю у Великій Вітчизняній війні 1941—1945 рр.» 91945)
- Почесна грамота Президії Верховної Ради Української РСР (1961)
- медалі